# ヘルビリー・デラックス
『ヘルビリー・デラックス』（Hellbilly DeluxeまたはHellbilly Deluxe: 13 Tales Of Cadaverous Cavorting Inside The Spookshow International）は、ロブ・ゾンビのソロデビューアルバムである。1998年8月25日発売。タイトルはドワイト・ヨアカムのアルバム『ヒルビリー・デラックス（Hillbilly Deluxe）』のもじりである。ゾンビはこれによってソロデビューに成功し、人気曲である「ドラギュラ」、「リヴィング・デッド・ガール」も収録されている。
翌年には本作のリミックスである『アメリカン・メイド・ミュージック・トゥ・ストリップ・バイ』が発売された。

## 他作品での使用
- 映画『マトリックス』及び『ブレアウィッチ2』で「ドラギュラ」のリミックス版が使われた。
- テレビゲーム『Twisted Metal 4』で「ドラギュラ」のリミックス版が使われ、また、ロブ・ゾンビがプレイヤーキャラとして使用可能である。
- テレビゲーム『Sled Storm』のサウンドトラックの一部に「ドラギュラ」のリミックス版が使われた。
- テレビゲーム『Twisted Metal 3』で「スーパービースト」と「奴が来る」が使われた。
- 映画『チャイルド・プレイ4 チャッキーの花嫁』のオープニングクレジットで「リヴィング・デッド・ガール」が使われた。
- 映画『ルール』で「スプークショー・ベイビー」が使われた。
- テレビゲーム『Nightmare Creatures II』のオープニングムービーで「悪魔化現象」が使われた。
- テレビドラマ『マルコム in the Middle』シーズン1第3話『ホームアローン4』で、リッチーが『ヘルビリー・デラックス』のTシャツを着ている。
- テレビゲーム『Brütal Legend』のサウンドトラックの一部に「スーパービースト」のリミックス版が使われた。

- テレビゲーム『ジェットセットラジオ』のUS版(jet grind radio)に「ドラギュラ」のリミックス版が使われた。
- 2009年10月27日、『Rock Band』のダウンロードコンテンツとして「ドラギュラ」と「スーパービースト」がリリースされた。
- テレビアニメ『キング・オブ・ザ・ヒル』で「ドラギュラ」が使われた。

## トラックリスト
| #         | タイトル                                                                         | 作詞  | 作曲・編曲 | 時間 |
| --------- | -------------------------------------------------------------------------------- | ----- | ---------- | ---- |
| 1.        | 「ゾンビの呼び声 Call of the Zombie」                                            |       |            | 0:30 |
| 2.        | 「スーパービースト Superbeast」                                                  |       |            | 3:40 |
| 3.        | 「ドラギュラ Dragula」                                                           |       |            | 3:42 |
| 4.        | 「リヴィング・デッド・ガール Living Dead Girl」                                  |       |            | 3:21 |
| 5.        | 「パーヴァージョン 99 Perversion 99」                                            |       |            | 1:43 |
| 6.        | 「悪魔化現象 Demonoid Phenomenon」                                               |       |            | 4:11 |
| 7.        | 「スプークショー・ベイビー Spookshow Baby」                                      |       |            | 3:38 |
| 8.        | 「モンスター製造法 How to Make a Monster」                                       |       |            | 1:38 |
| 9.        | 「奴が来る Meet the Creeper」                                                    |       |            | 3:13 |
| 10.       | 「復活論者とあばずれ女のバラード The Ballad of Resurrection Joe and Rosa Whore」 |       |            | 3:55 |
| 11.       | 「魔のチャンネル X What Lurks on Channel X?」                                    |       |            | 2:29 |
| 12.       | 「怪人の再来 Return of the Phantom Stranger」                                    |       |            | 4:31 |
| 13.       | 「ザ・ビギニング・オブ・ジ・エンド The Beginning of the End」                    |       |            | 1:52 |
| 合計時間: | 合計時間:                                                                        | 38:23 |            |      |

## チャート
アルバム - ビルボード (北米)
| 年   | チャート            | 順位 |
| ---- | ------------------- | ---- |
| 1998 | The Billboard 200   | 5    |
| 1998 | Top Canadian Albums | 2    |

シングル - ビルボード (北米)
| 年   | シングル           | チャート               | 順位 |
| ---- | ------------------ | ---------------------- | ---- |
| 1998 | "Dragula"          | Mainstream Rock Tracks | 6    |
| 1998 | "Dragula"          | Modern Rock Tracks     | 27   |
| 1999 | "Living Dead Girl" | Mainstream Rock Tracks | 7    |
| 1999 | "Living Dead Girl" | Modern Rock Tracks     | 22   |
| 1999 | "Superbeast"       | Mainstream Rock Tracks | 26   |